# Tai-Pan
Der Begriff Tai-Pan, auch Taipan (chinesisch 大班, Pinyin dàbān, W.-G. ta-pan, Jyutping daai6baan1) wurde ursprünglich verwendet, um einen ausländischen Unternehmer in China oder in der britischen Kronkolonie Hongkong im neunzehnten und frühen zwanzigsten Jahrhundert zu beschreiben. In der kantonesischen Umgangssprache wird er jetzt in einem allgemeineren Sinn für Geschäftsleute jeglicher Herkunft verwendet. Seine wörtliche Bedeutung ist „Spitzenklasse“, vergleichbar mit dem englischen Slangbegriff Big Shot.
Der Begriff wurde häufig im unter britischer Herrschaft stehenden Hongkong für Senior Manager und Unternehmer verwendet.
Seine erste aufgezeichnete Verwendung in englischer Sprache ist im Kanton Register, einer englischsprachigen Zeitung, die im 19. Jahrhundert in Kanton veröffentlicht wurde, am 28. Oktober 1834 vorhanden. Historische Schreibvarianten sind taepan (erste Verwendung), typan und Taipan. Außerhalb Chinas gewann der Begriff nach der Veröffentlichung einer Kurzgeschichte von William Somerset Maugham Der Taipan (1922) und dem Roman von James Clavell Tai-Pan (1966) an Bedeutung. 

## Belege
1. ↑  Begriff „taipan“ 大班. In: zdic.net. Handian – 汉典, abgerufen am 18. Dezember 2022 (chinesisch, englisch).
2. ↑  Begriff „taipan“ 大班. In: dict.leo.org. Leo GmbH, abgerufen am 18. Dezember 2022 (chinesisch, deutsch).
3. ↑  Begriff „taipan“ 大班. In: xh.5156edu.com. Zaixian Hanyu Zidian – 在线汉语字典, abgerufen am 18. Dezember 2022 (chinesisch).
4. ↑  Andrew J. Moody, „Transmission Lan: guages and Source Languages of Chinese Borrowings in English“, American Speech, Band 71, Nr. 4 (Winter, 1996), S. 414–415.
5. ↑  汉英词典 Hanying cidian – A Chinese-English Dictionary / 北京外国语学院英语系《汉英词典》编写组编 (北京 : 商务印书馆 : 新华书店北京发行所发行, 1988).
6. ↑  Oxford English Dictionary (2nd edn, 1989).